# Rangers strike
Rangers Strike（レンジャーズストライク）是日本Carddas公司發行的一個交换卡片游戏，最初是紀念超級戰隊系列屆30週年，在東映（Toei）批准下於2006年發行。及後，紙牌遊戲被擴展往其他特攝系列，包括2007年發行的幪面超人系列（The Masked Rider Expansion）及2008年發行的金屬英雄系列（Special Metal Edition）。2009年6月再將3個系列合併發行，名為XGather。

## 发行历史

### 超級戰隊系列
超級戰隊系列共發行9彈。
第1彈 “英雄之再誕”（英雄の再誕）
Booster全66張（閃卡6張+熨字30張+白卡30張），Starter 專有卡4張（閃卡1張+白卡3張）
第2彈 “二人之黑騎士”（二人の黒騎士）
全52張（閃卡4張+熨字6張+白卡42張）
第3彈 “三界之獅子”（三界の獅子）
全52+1張（閃卡4張+熨字6張+白卡42張+祕密閃卡1張），Starter專有卡4張（閃卡2張+熨字2張）
第4彈 “四雄之觉醒”（四雄の覚醒）
全64+1張（閃卡5張+熨字7張+罕白卡10張+白卡42張+祕密閃卡1張）
第5彈 “五龍之激鱗”（五龍の激鱗）
Booster全100+1張（閃卡11張+熨字14張+罕白卡23張+白卡52張+祕密閃卡1張），Starter專有卡5張（閃卡4張+白卡1張）
第6彈 “赤色六战士之归还”（赤き六戦士の帰還）
全84+2張（閃卡7張+熨字14張+罕白卡21張+白卡42張+祕密閃卡2張）
第7彈 “七忍之炎陣”（七忍の炎陣）
全75+1張（閃卡11張+熨字14張［包裝版7張，自販機版7張］+罕白卡21張+白卡28張+祕密閃卡1張+推廣閃卡1張）
第8彈 “究極之八神”（究極の八神）
全98+1張（閃卡12張+熨字14張+罕白卡18張+白卡54張+祕密閃卡1張）
第9彈 “蒼九之翼”（蒼九の翼）
2009年3月发行，全80+1張

### 幪面超人系列
幪面超人共發行4彈。
第1彈
2007年6月发行，含Booster全32張（閃卡4張+熨字22張+白卡6張+祕密閃卡1張），Starter專有卡16張（閃卡4張+熨字8張+白卡4張）
第2彈
2007年12月发行，含Booster全84張（閃卡6張+熨字14張+罕白卡21張+白卡42張+祕密閃卡1張），Starter專有卡8張（閃卡4張+熨字4張）
第3彈
2008年6月发行，含Booster全70張（閃卡12張+熨字7張+罕白卡14張+白卡37張+祕密閃卡1張），Starter專有卡8張（閃卡2張+熨字4張+白卡4張）
第4彈
2008年12月发行，含Booster全82張（閃卡14張+熨字11張+罕白卡14張+白卡42張+祕密閃卡1張），Starter專有卡8張（閃卡4張+熨字4張）

### 金屬英雄系列
共發行1彈，全62+1張（閃卡10張+熨字17張+罕白卡7張+白卡28張+祕密閃卡1張）

### 東映特攝英雄合併系列
第1彈（2009年6月）
Booster全94+1張（閃卡12張+熨字14張+罕白卡18張+白卡50張+祕密閃卡1張），Starter 專有卡6張（閃卡3張+熨字3張）
第2彈
Booster全94+1張（閃卡12張+熨字14張+罕白卡18張+白卡50張+祕密閃卡1張），Starter 專有卡6張（閃卡3張+熨字3張）
第3彈
Booster全95+1張（熨字閃卡1張+閃卡12張+熨字14張+罕白卡18張+白卡50張+祕密閃卡1張），Starter 專有卡9張（閃卡3張+熨字3張+指令卡3張）
第4彈
Booster全95+1張（熨字閃卡1張+閃卡12張+熨字14張+罕白卡18張+白卡50張+祕密閃卡1張），Starter 專有卡9張（閃卡3張+熨字3張+指令卡3張）
第5彈
Booster全90+2張（閃卡14張+熨字16張+罕白卡15張+白卡45張+祕密閃卡2張），Starter 專有卡6張（閃卡3張+熨字3張）
第6彈
Booster全102+2張（新卡65張+再錄卡50張+祕密閃卡2張）

## 勢力劃分
Wild Beast（ワイルドビースト）
紅色。集合依靠野獸、恐龍和昆蟲力量戰鬥的戰士們，是擅長速攻的勢力。
所屬戰隊：恐龙战队兽连者、星兽战队银河人、百兽战队牙吠连者、爆龙战队暴连者、兽拳战队激气连者
所屬幪面超人：假面骑士Amazon、假面骑士龙骑、假面骑士剑、假面骑士OOO
所屬金屬英雄：重甲B-Fighter、B-Fighter Kabuto、ビーロボカブタック、テツワン探偵ロボタック
Earth Technology（アーステクノロジ）
綠色。集合依靠人類科技戰鬥的的戰士勢力，是擅長擴充、控制指令域及回收Unit的勢力。
所屬戰隊：秘密战队五连者、JAKQ电击队、战斗狂热J、太阳战队太阳火神、大战队风镜Ｖ、科学战队炸药人、超兽战队生命战士、高速战队涡轮连者、地球战队五人组、鸟人战队喷射人、电磁战队百万连者、救急战队GOGOＶ、轰轰战队冒险者
所屬幪面超人：假面骑士、假面骑士V3、假面骑士X、假面骑士Stronger、假面骑士（新）、假面骑士Super 1、假面骑士ZX、真・假面骑士 序章、假面骑士ZO、假面骑士555、假面骑士THE FIRST、假面骑士THE NEXT
所屬金屬英雄：超人機Metalder、機動刑事Jiban、特警Winspector、特救指令Solbrain、特捜Exceedraft、特捜Robo Janperson、Blue SWAT
東映特攝系列：
Over Technology（オーバーテクノロジー）
藍色。集合依靠未來、異世界或外星科技戰鬥的戰士勢力，擅長能量域擴充,將敵軍卡雪藏及以高戰力壓倒對手的勢力。
所屬戰隊：电子战队电磁战士、电子生命人、超新星闪光人、激走战队车连者、未来战队时连者、特搜战队刑事连者、炎神战队轰音者、海盜战队豪快者
所屬幪面超人：假面骑士Kabuto、假面骑士电王、假面骑士Decade
所屬金屬英雄：宇宙刑事Gavan、宇宙刑事Sharivan、宇宙刑事Shaider、巨兽特捜Juspion、時空战士Spielban
Mystic Arms（ミステックアームズ）
黃色。集合依靠神秘力量（氣、魔法或忍術）以及古代文明戰鬥的戰士勢力，是擅長令卡牌轉移壓倒對手的勢力。
所屬戰隊：电击战队变化人、光战队蒙面人、五星战队大连者、忍者战队隐连者、超力战队王连者、忍风战队破里剑者、魔法战队魔法连者、侍战队真剑者
所屬幪面超人：假面骑士BLACK、假面骑士BLACK RX、假面骑士J、假面骑士Kuuga、假面骑士Agito、假面骑士响鬼、假面骑士Kiva
所屬金屬英雄：世界忍者戦Jiraiya
Dark Alliance（ダークアライアンス）
紫色。集合各戰隊,幪面超人和金屬英雄等惡役所成的勢力，是持有以相應代價換取相應效果的特點。
收錄作品乃歷代英雄惡役。（後期才返回正義一方的爆龍殺手是被歸入WB。）
另外自XGather開始出現混色卡片，混色卡片有兩種顏色，玩者需要付合兩種顏色的指令才可運用。
所屬戰隊：天裝戰隊護星者
所屬幪面超人：假面骑士W